# So Damn Cool
So Damn Cool è un singolo del gruppo musicale statunitense Ugly Kid Joe, pubblicato nel 1992.

## Tracce
7"
1. So Damn Cool – 4:24 (Eichstadt)
2. Neighbor (live) – 4:28 (Eichstadt, Crane)

CD
1. So Damn Cool – 4:24 (Eichstadt)
2. Neighbor (live) – 4:28 (Eichstadt, Crane)
3. Panhandalin' Prince (live) – 5:35

## Formazione
- Whitfield Crane - voce
- Klaus Eichstadt - chitarra
- Dave Fortman - chitarra
- Cordell Crockett - basso
- Mark Davis - batteria

## Classifiche
| Classifica             | Posizione massima |
| ---------------------- | ----------------- |
| Official Singles Chart | 44                |